# Shinji Yamaguchi
Shinji Yamaguchi (japanisch 山口 真司 Yamaguchi Shinji; * 26. April 1996 in Kōbe, Präfektur Hyōgo) ist ein ehemaliger japanischer Fußballspieler.

## Karriere
Shinji Yamaguchi erlernte das Fußballspielen in der Jugendmannschaft von Vissel Kōbe. Hier unterschrieb er 2015 auch seinen ersten Profivertrag. Der Verein aus Kōbe spielte in der höchsten Liga des Landes, der J1 League. Im August 2016 wurde er an den Drittligisten Ōita Trinita verliehen. Für den Verein absolvierte er sieben Ligaspiele. 2017 kehrte er zu Vissel zurück. 2018 wurde er wieder an den Zweitligisten Oita Trinita verliehen. 2019 wechselte er zum Drittligisten AC Nagano Parceiro. Für den Verein absolvierte er sieben Ligaspiele. 2020 wechselte er nach Kusatsu zum Viertligisten MIO Biwako Shiga. Hier stand er bis Saisonende 2024 unter Vertrag. Die Saison 2023 und 2024 kam er nicht zum Einsatz. Nach der Saison 2024 beendete er seine Karriere als Fußballspieler.